# Carcelia brevis
Carcelia brevis är en tvåvingeart som först beskrevs av Wulp 1890.  Carcelia brevis ingår i släktet Carcelia och familjen parasitflugor. Inga underarter finns listade i Catalogue of Life.